# De Vlaamse Pijl
Der Vlaamse Pijl (deutsch Flämischer Pfeil) ist ein belgisches Eintagesrennen für Männer im Straßenradsport.
Der Vlaamse Pijl wurde 1968 erstmals ausgetragen. Das Rennen, das jährlich im März stattfindet, ist seit 2005 Teil der UCI Europe Tour in der Kategorie 1.2. Start und Ziel des Rennens sind in Harelbeke.
Der „Flämische Pfeil“ ist das Pendant zum Wallonischen Pfeil, hat aber nicht dessen internationale radsportliche Bedeutung.

## Palmarès
| - 2018 Bjorn De Decker - 2017 nicht ausgetragen - 2016 nicht ausgetragen - 2015 Yves Lampaert - 2014 Danny van Poppel - 2013 Danilo Napolitano - 2012 Frédéric Amorison - 2011 Frédéric Amorison - 2010 Clinton Avery - 2009 Jan Ghyselinck - 2008 Bram Schmitz - 2007 Jelle Vanendert - 2006 Evert Verbist - 2005 nicht ausgetragen - 2004 Jurgen Vermeersch - 2003 Jurgen Vermeersch - 2002 Bart Dockx | - 2001 Stijn Devolder - 2000 Tim Meeusen - 1999 Luc De Duytsche - 1998 Geoffrey Demeyere - 1997 Karsten Kroon - 1996 Fabien De Waele - 1995 Patrick Roelandt - 1994 Giovanni Cornette - 1993 Andy De Smet - 1992 Gino Bos - 1991 Pascal Desmul - 1990 Hans De Clercq - 1989 Eric De Clercq - 1988 Patrick Hendrickx - 1987 Adrie Kools - 1986 Guy Rooms - 1985 Patrick Hendrickx | - 1984 Ronny Westelinck - 1983 Luc Meersman - 1982 Rudy Declerck - 1981 René De Brucker - 1980 Mario van Vlimmeren - 1979 Eddy Planckaert - 1978 Eddy Planckaert - 1977 Johnny Denul - 1976 Peter Godde - 1975 Emiel Vergote - 1974 Daniel D’Hooghe - 1973 Wim de Waal - 1972 Luc Demets - 1971 José Vanackere - 1970 Julien Vermote - 1969 Erik Vermeeren - 1968 Julien Vermote |